# Burg Mömbris
Die Burg Mömbris, auch Schloss Mömbris genannt, ist eine abgegangene Burg im bayerischen Spessart im heutigen Markt Mömbris im Landkreis Aschaffenburg.

## Lage
Die Burg stand im mittleren Kahlgrund als Spornburg am Rand des mittelalterlichen Mömbris an einem auslaufenden Berghang links der Kahl und liegt heute unterhalb des Alten Friedhofs in Mömbris.

## Name
Die Burg wird auch heute noch fälschlicherweise Womburg genannt. Das liegt daran, dass die Sagenschreiber im 19. Jahrhundert die Womburg, welche sich vermutlich in der Nähe des 1,5 km entfernten Schimborn befand, nicht zu lokalisieren wussten. Der Irrglaube, dass sich die Womburg am Mömbriser Friedhof befände, führte auch dazu, dass die auf den Friedhof zulaufende Straße in Strötzbach Womburgstraße genannt wurde.
Wovon sich der Name von Burg und Ort Mömbris tatsächlich ableitet, ist nicht genau bekannt. Es bestehen zwei mögliche Theorien:
- Der Name Mömbris geht auf das mittelhochdeutsche Wort Hemelris zurück, das so viel wie Sumpfrodung bedeutet, die vor dieser Zeit in der Umgebung der Burg stattfand.[3]
- Der ursprüngliche Name Hemmilriz besteht aus dem Personennamen Hemilio und dem mittelhochdeutschen Wort riz, das Spalte oder Furche bedeutet. Der wechselnde Anfangsbuchstabe von H auf M kann von einer möglichen Agglutination des Präpositionsauslautes kommen: (a)m Hemmilriz oder (zu)m Hemmilriz.[4]

Der Name der Burg übertrug sich auf den Ort Mömbris, der ursprünglich westlich rund um die Burg bestand und nach der Zerstörung der Burg im Mittelalter sich nach Südosten verlagerte.

## Geschichte

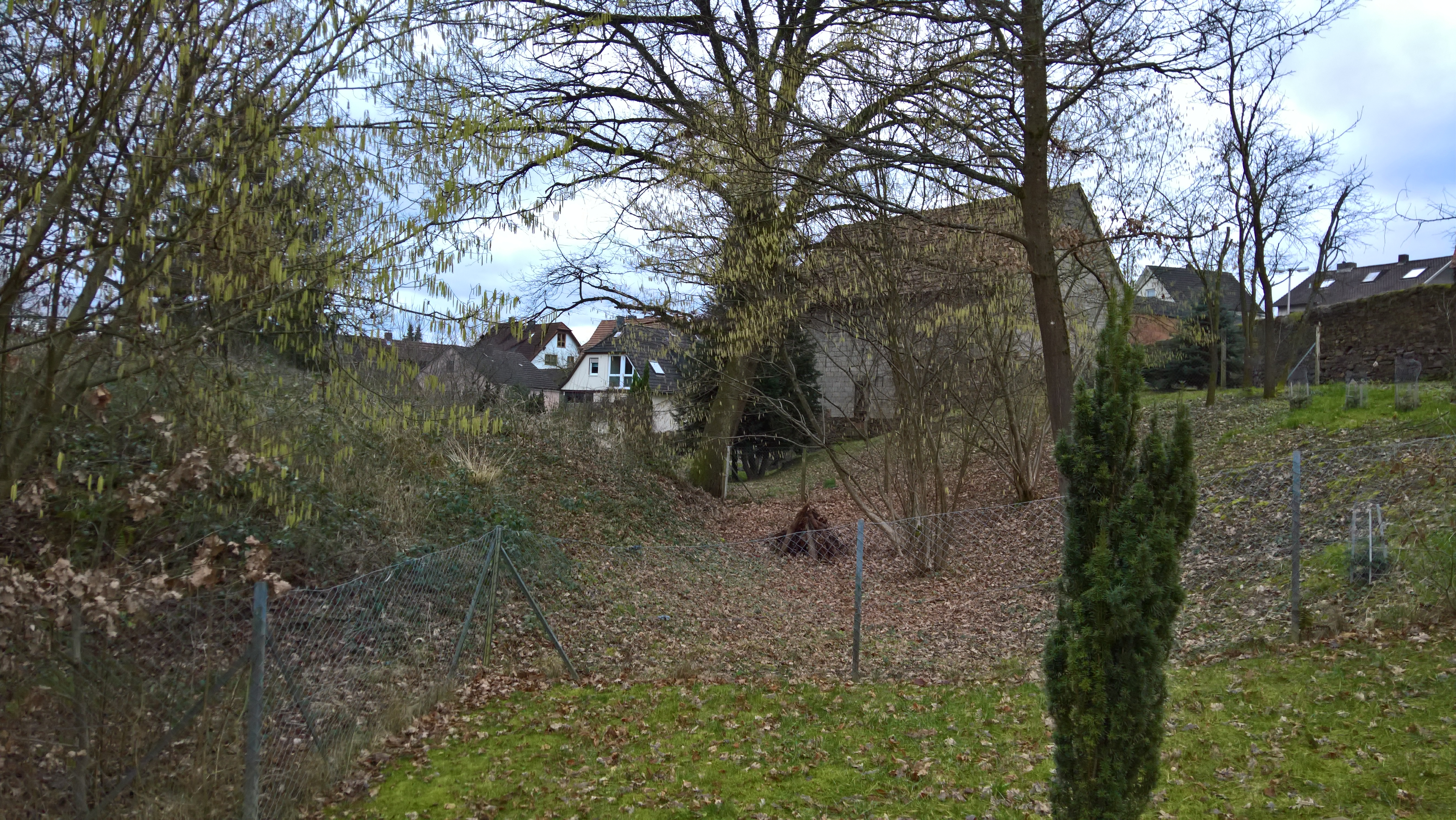
Der ehemalige Burggraben, der die kastellartige Burganlage (links) nach Süden zur Bergseite (rechte Bildseite) hin abtrennte und sicherte

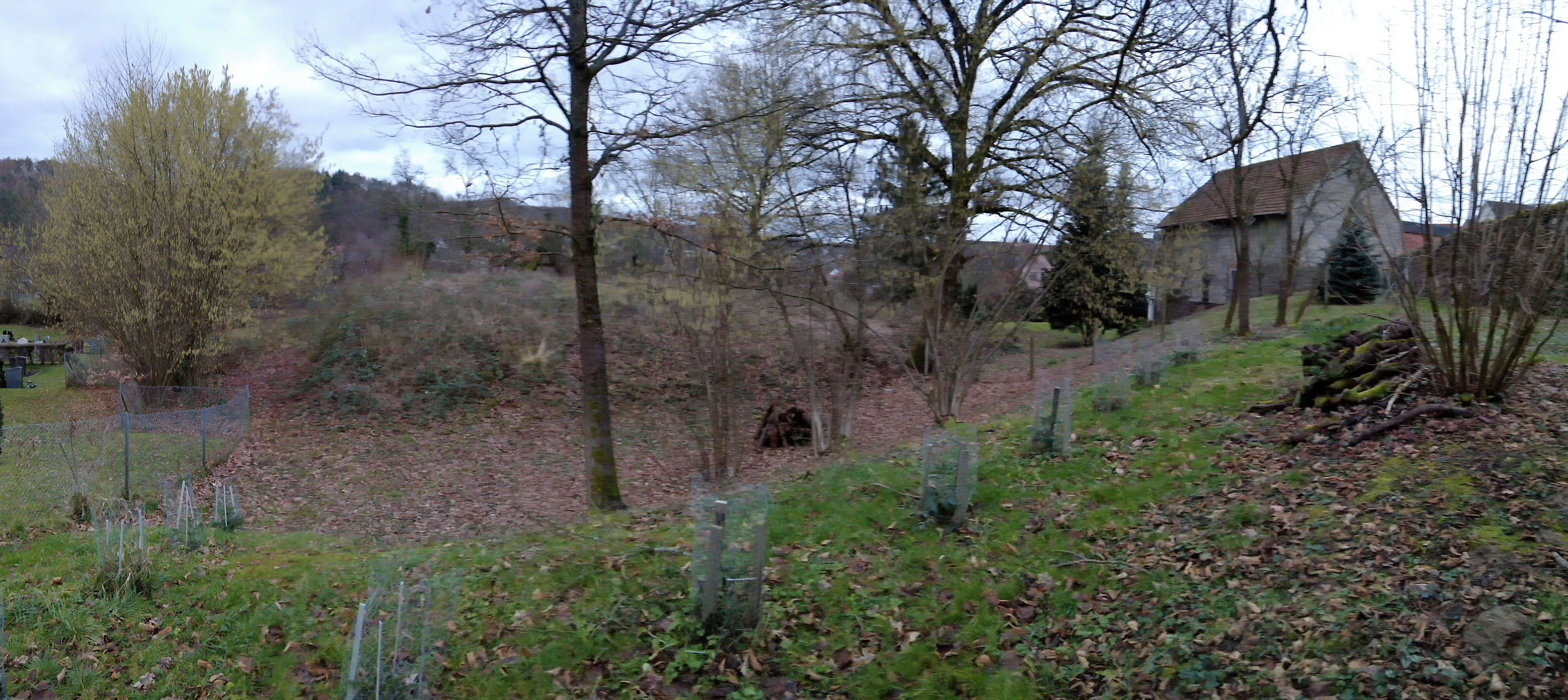
Panorama vom Alten Friedhof aus: linke Bildhälfte der Burgstall, Burggraben dreiseitig umlaufend, rechter Bildrand: alte Friedhofsmauer

Von der Burg ist nur noch der Burgstall übrig. Das deutlich erkennbare Plateau liegt östlich des Alten Friedhofs. Als Erbauer der Burg werden die Grafen von Rieneck angesehen: 

„... die Burg Mömbris war Rineckisches Eigenthum.“

Die Burg entstand wahrscheinlich gleichzeitig mit der Burg Hauenstein vor 1300. Von hier aus wurde zusammen mit dem Schloss Hüttelngesäß und Hauenstein das unter Rienecks Einfluss stehende Gebiet der oberen Kahl und der Lohr gesichert. Später sollen die von Gayling, von Gonsrode (nach der Zerstörung erbauten diese den nahen Festen Hof Heimbach) und weitere Adlige Anteile an der Burg besessen haben, stellten aber nur Burgmänner auf der Burg. 1405 wurde Schloss Mömbris im Auftrag Königs Ruprechts von Frankfurter und Gelnhäuser Soldaten zerstört. Ein Graf Günther von Schwar(t)zburg, königlicher Hofmeister, soll den Zug gegen die Burg Mömbris angeführt haben. Die Frankfurter Handwerker legten die Burg vermutlich ohne Gegenwehr sachgerecht nieder, mitgeführte Kanonen verblieben in Alzenau und wurden nicht verwendet. Dem Rienecker Amtmann auf der Burg Mömbris, Rudolf von Bleichenbach, und Ritter Hennen Schelris wurde freier Abzug gestattet.
Da sie auf einem Lageplan aus dem Jahre 1708 wieder eingezeichnet war, wird angenommen, dass die Burg danach wiederaufgebaut wurde. Spätestens mit dem Ende des 18. Jahrhunderts verfiel die Burg endgültig. 1846 wurde der schon ruinöse Bergfried wegen Einsturzgefahr abgerissen. 1884 bei einem weiteren (Teil-)Abbruch der Burg Mömbris soll die Messingpetschaft des letzten Burgmannes Wiegand von Bleichenbach gefunden wurden sein.
Im Ersten Weltkrieg sollen noch bis zu zwei Meter hohe Eckmauern sichtbar gewesen sein.
Im April 2012 sollte der Friedhof erweitert werden. Dabei wurden Spuren des Burggrabens entdeckt. Das eigentliche und nahezu quadratische Burgplateau hat Ausmaße von etwa 25 auf 32 Meter. Außer auf der Seite zur Kahl hin, war die Burg auf drei Seiten mit einem Wall-Graben-System umgeben. An der steil zum Kahlgrund abfallenden Hangseite sind nördlich und nordöstlich zwingerähnliche Terrassen noch erkennbar.
Eine knapp 21 cm große Skulptur aus Sandstein, die einen Frauenkopf auf rundem Leib darstellt, ist im Rathaus von Mömbris ausgestellt und wird als Relikt der Burg Mömbris gedeutet.
Der Burgstall ist als Bodendenkmal nach der Bayerischen Denkmalliste ausgewiesen, die auf Basis des bayerischen Denkmalschutzgesetzes vom 1. Oktober 1973 erstellt wurde.

## Ausgrabungen

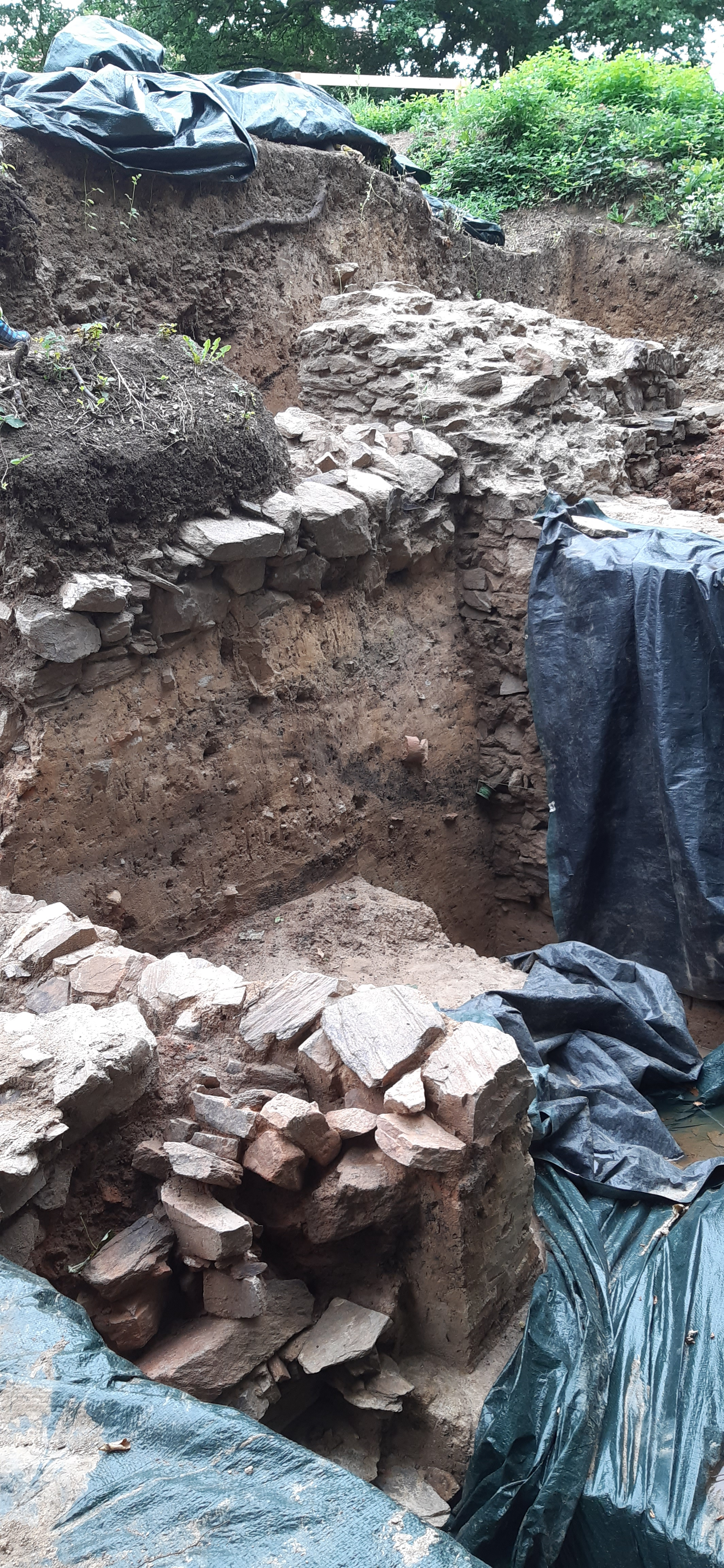
Der Bereich der Ausgrabungen im Norden

Der Markt Mömbris hat, ähnlich wie bei der nahen Burg Hauenstein im Jahr 2017, mit Genehmigung des Bayerischen Landesamtes für Denkmalpflege eine Ergrabung der Burganlage durchführen lassen. Die Ausgrabung des verantwortlichen Archäologischen Spessartprojekts fand von April bis Ende August 2019 statt.
Eine stattliche Anzahl Funde aus dem Zerstörungshorizont der Burg sind bereits dokumentiert.
Die Ausgrabungen deuten auf drei Besiedlungsphasen hin:
- Eine um 1250 existierende Holzburg
- Ein Ausbau als steinerne Burg um 1300
- Eine Ausgestaltung als Festes Haus etwa im Zeitraum um 1370 bis zur Zerstörung 1405

Verschiedene Baufugen der ausgegrabenen Mauern werfen nach wie vor einige Fragen zum konkreten Aussehen des Bauwerkes zu verschiedenen Zeitepochen auf.
Eisenschlacken deuten auf Verhüttungsprozesse hin: Um 1300 wurde hier vermutlich Eisen gewonnen und verhüttet. Eine Brandschicht mit Verschlackung lässt auf ein Feuer und Zerstörung von zumindest Burgteilen schließen.
Die Ausgrabungen konnten zeigen, dass Burg/Festes Haus nur etwa ein Viertel des ehemals vermuteten Burggeländes im Nordbereich einnahmen und zum Teil außerhalb des vermuteten Geländes lagen und bei der Friedhofserweiterung 2012 bereits abgetragen wurden. Der heute zu sehende "Burghügel" ist eine Aufschüttung des 19. Jahrhunderts, nachdem im 18./19. Jahrhunderts das Gelände quadratisch durch eine steinerne Einfriedung erweitert wurde, die später wieder verfüllt wurde.
Die Ausgrabung diente auch Bildungszwecken und Vermittlung lokaler Geschichte. Neben der Beteiligung vieler Ehrenamtlicher an den Ausgrabungen waren auch Kinder der nahen Ivo-Zeiger-Grundschule in einem Schulprojekt beteiligt, konnten in Teams Einblicke in die Ausgrabungsarbeit erleben und bekamen regionale Geschichte zum Anfassen vermittelt.

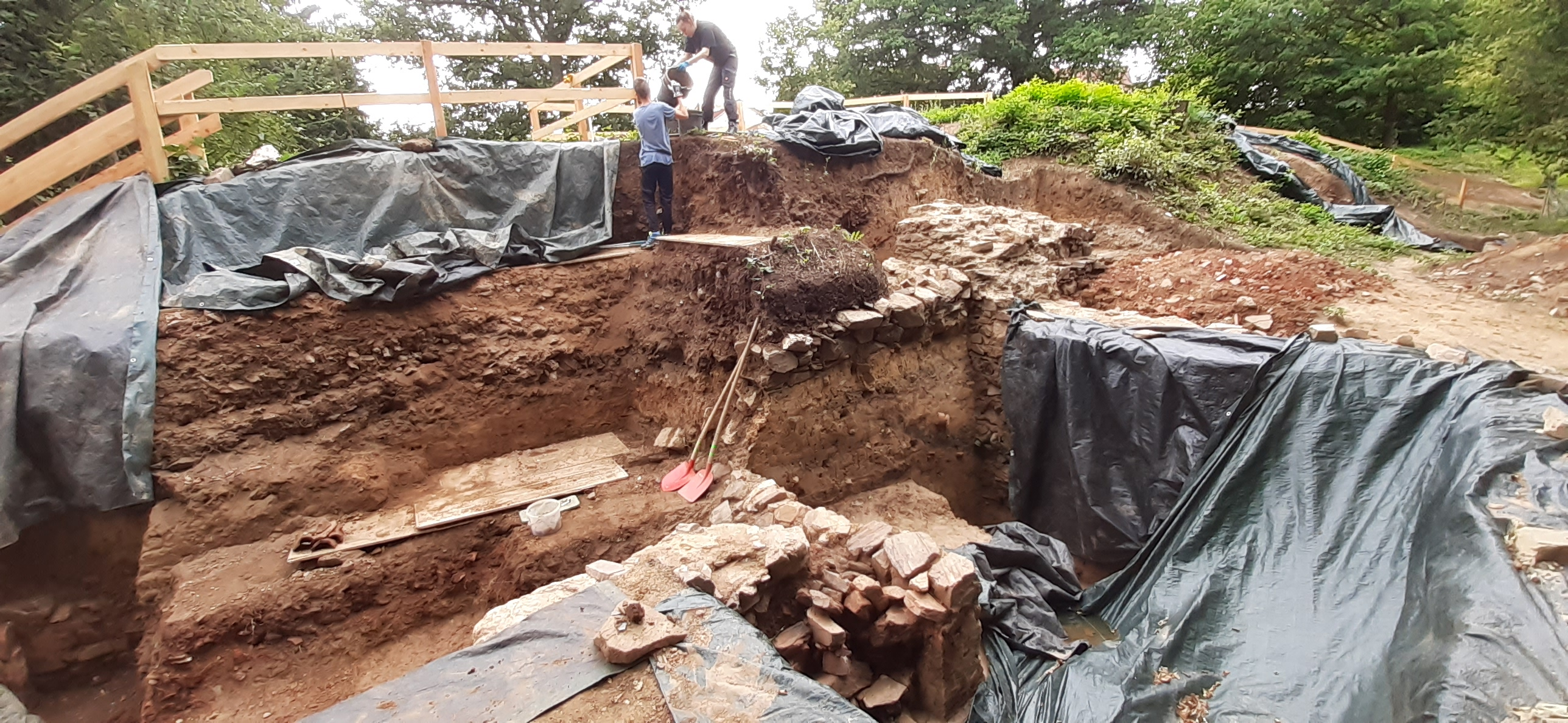
Ausgrabungsbereich Nordecke
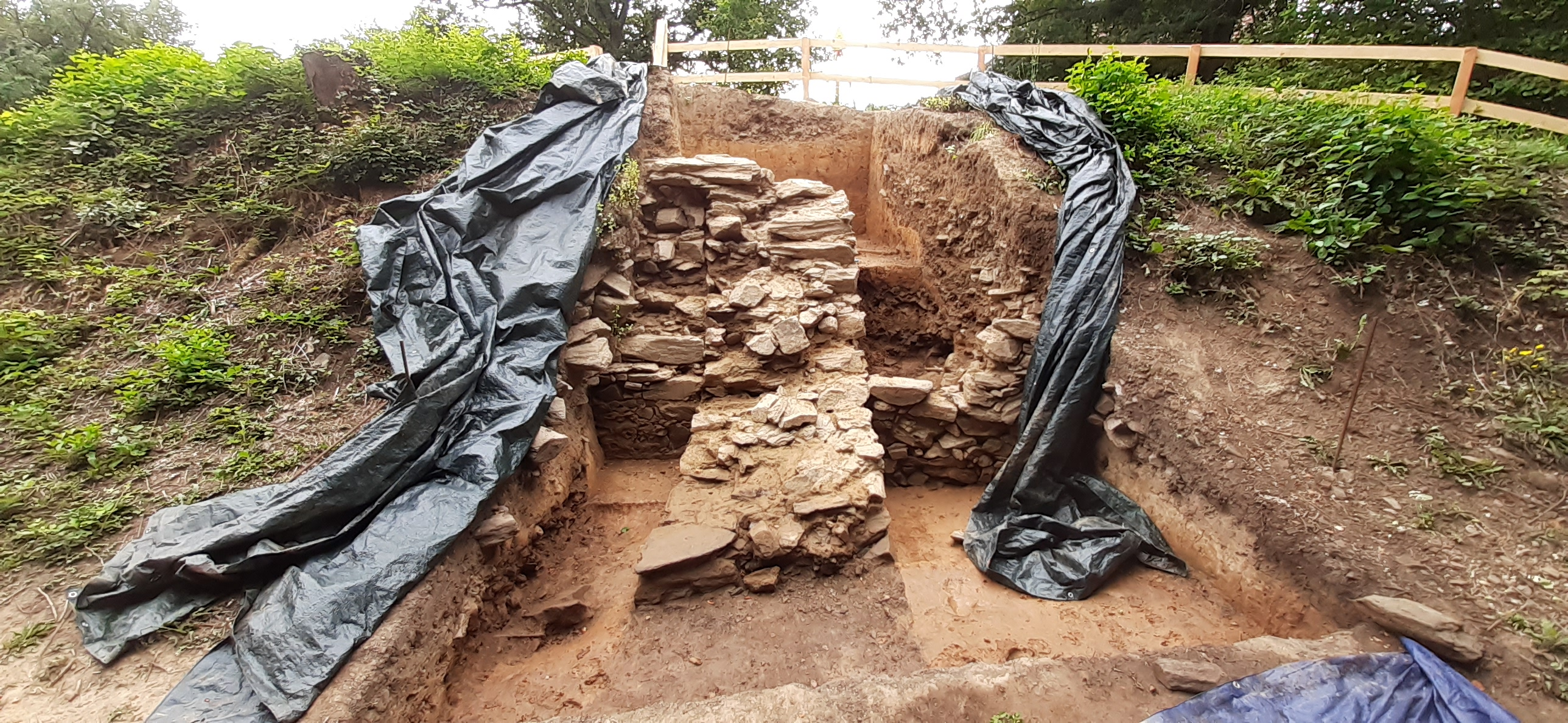
Ausgrabungsbereich Westen; rechts die spätere Trockenmauer des 19. Jh.
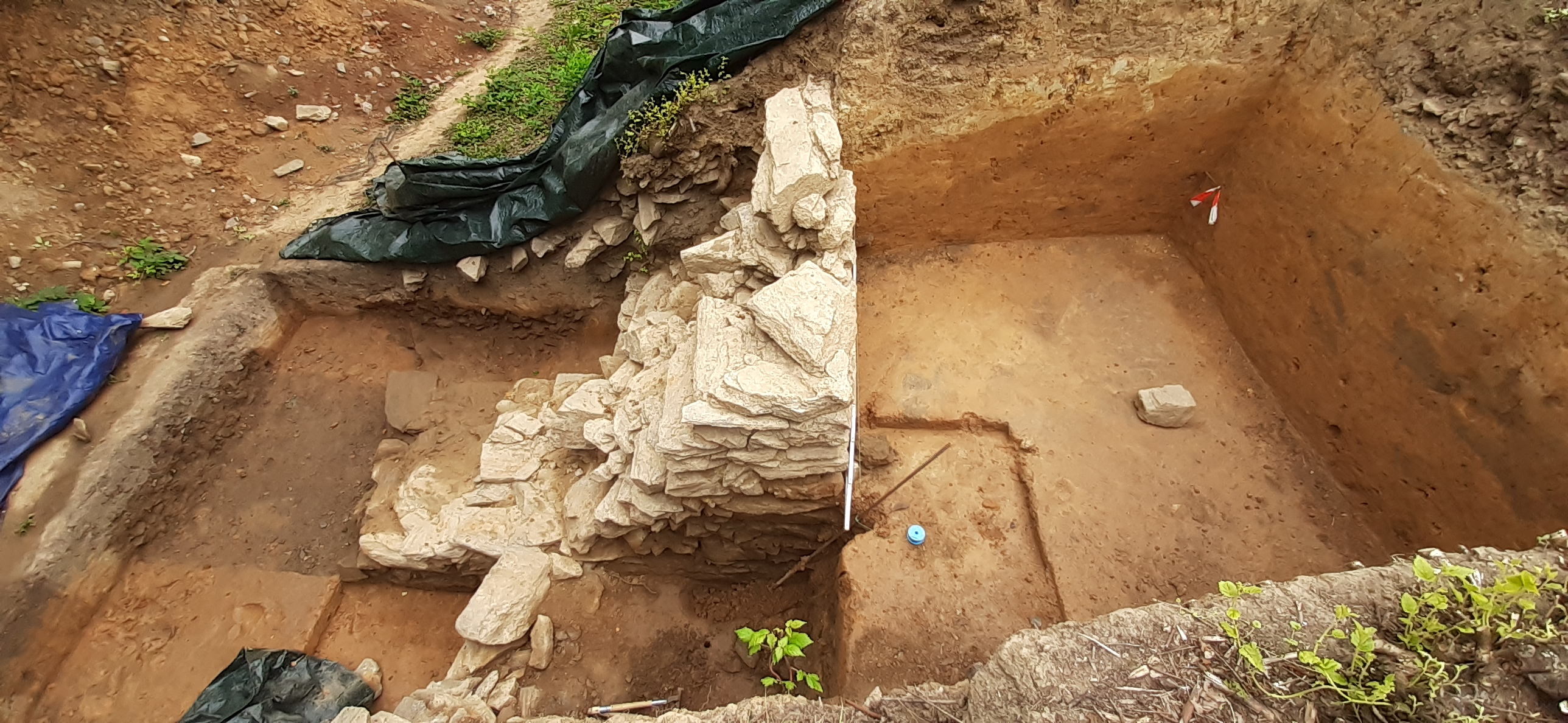
Der gleiche Schnitt von Süden
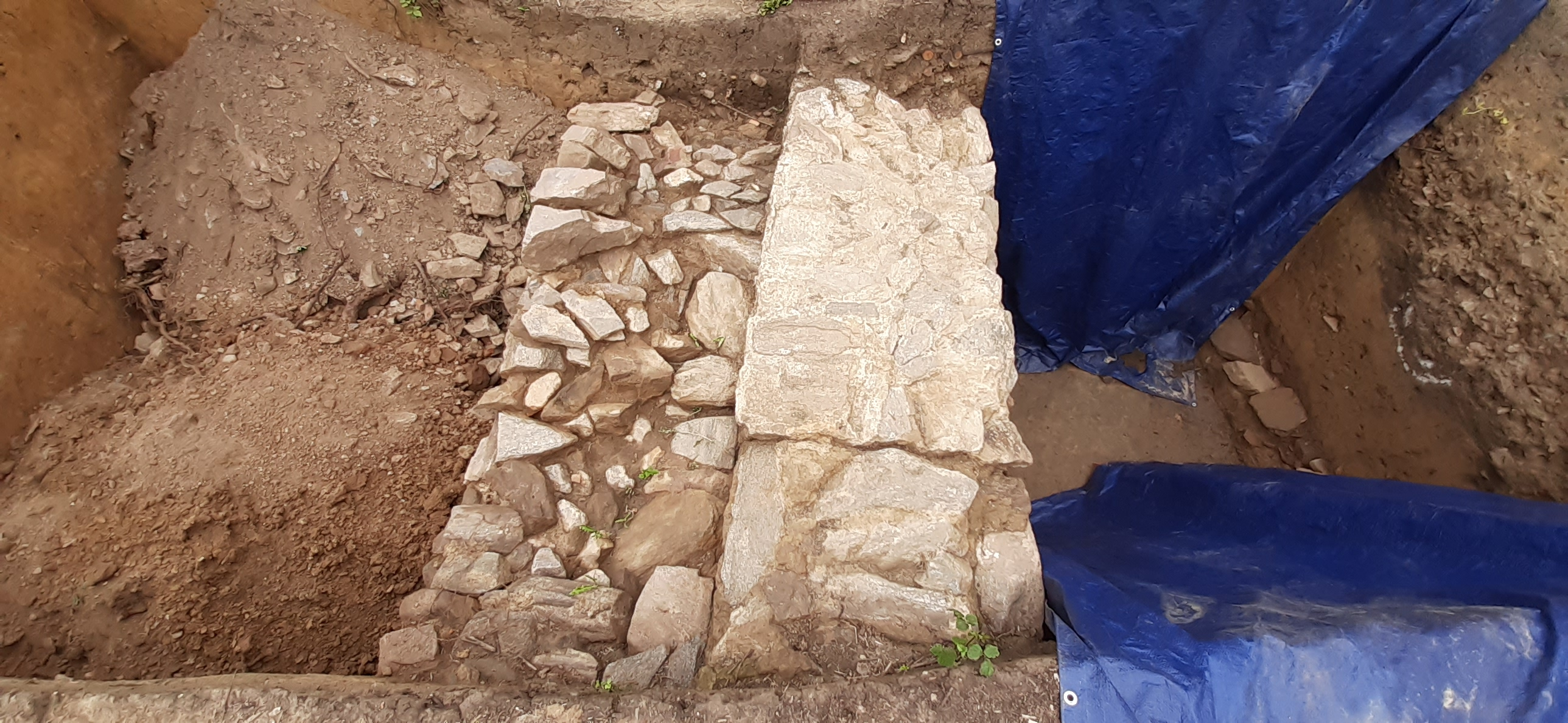
Zentraler Grabungsschnitt

## Funde

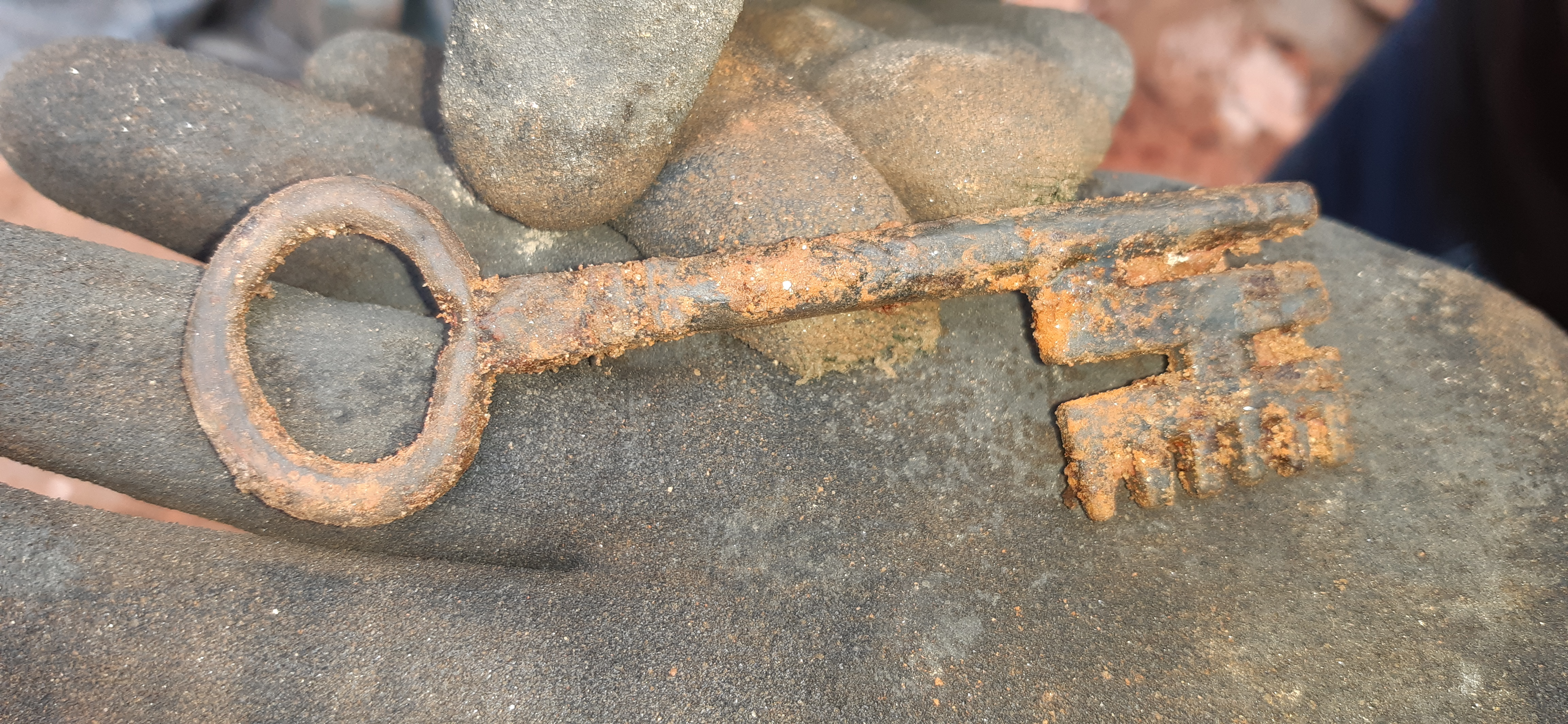
Sehr gut erhaltener Schlüsselfund
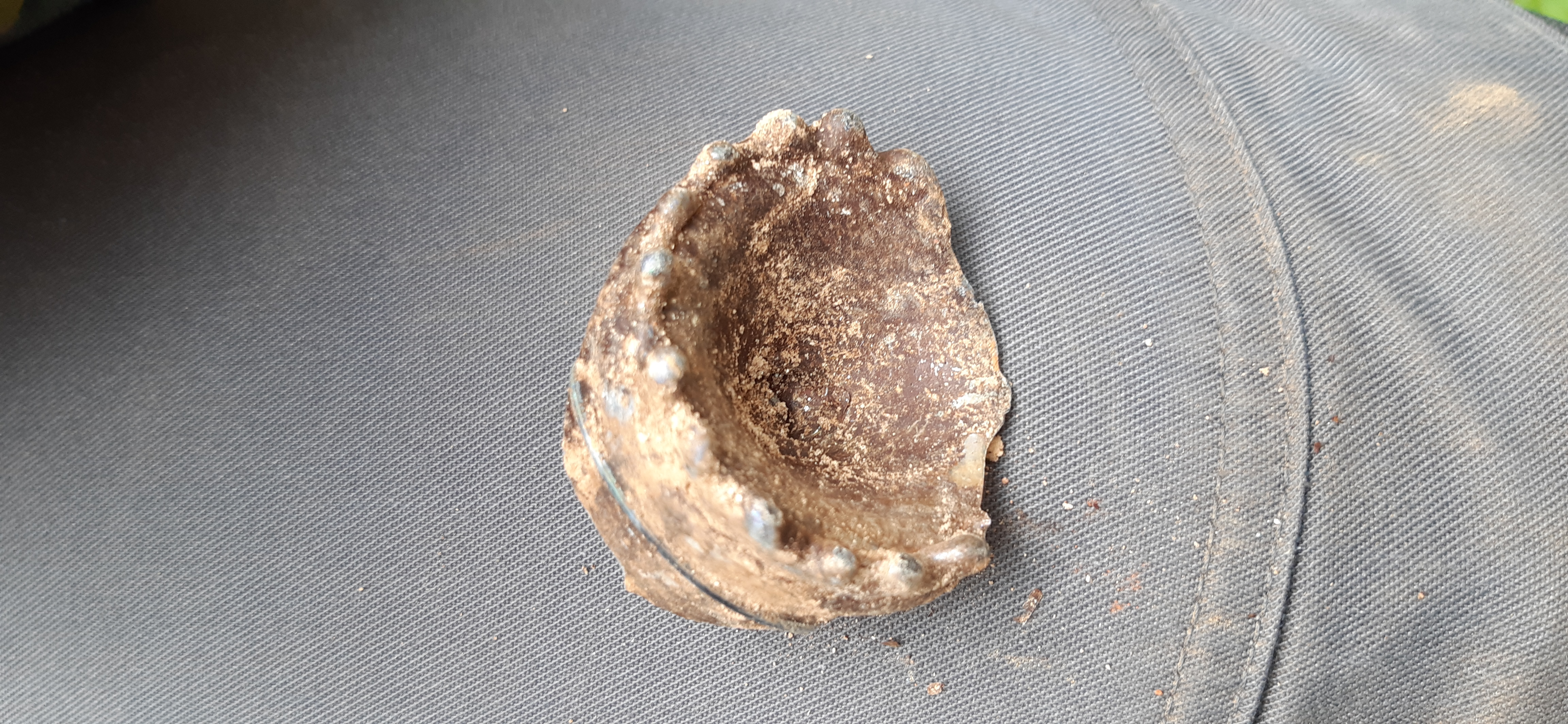
Boden eines Glasgefäßes
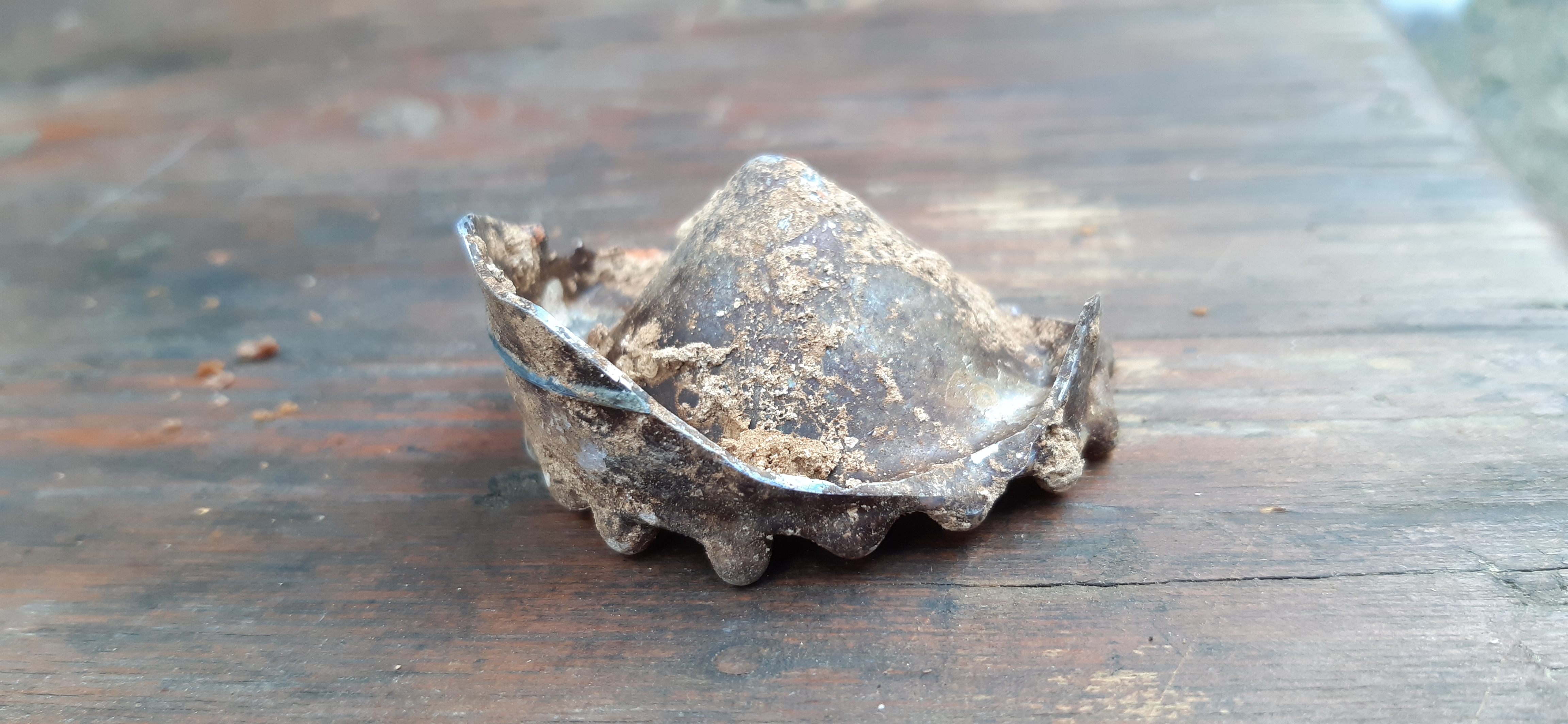
Seitenansicht
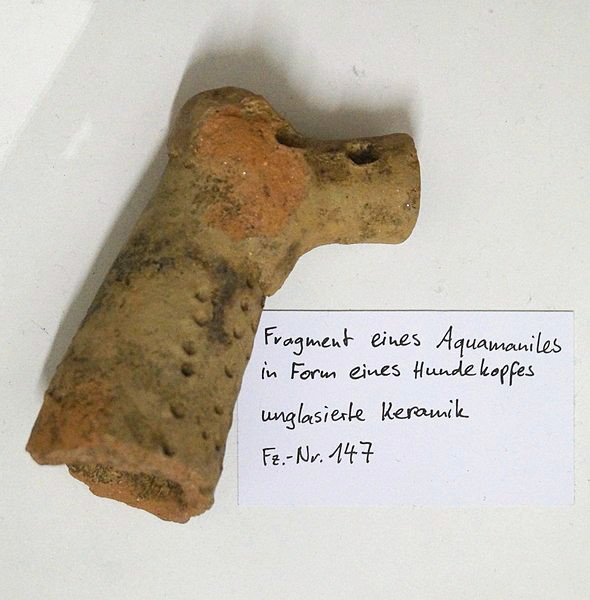
Aquamanile in Form eines Hundekopfs

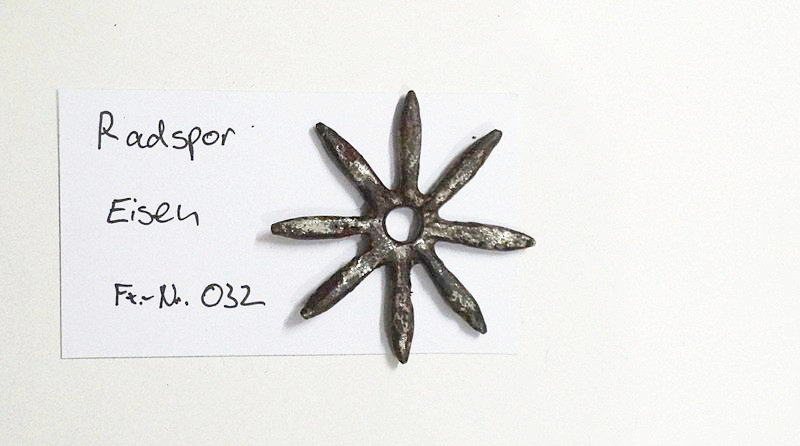
Radsporn
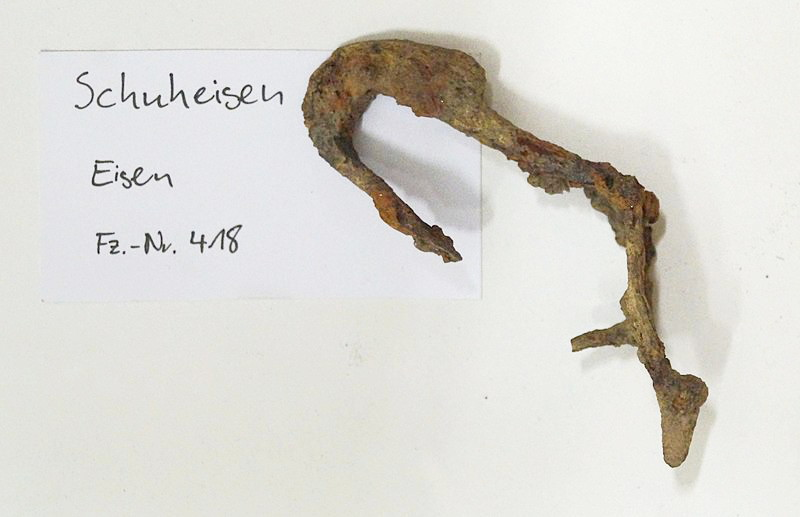
Schuheisen
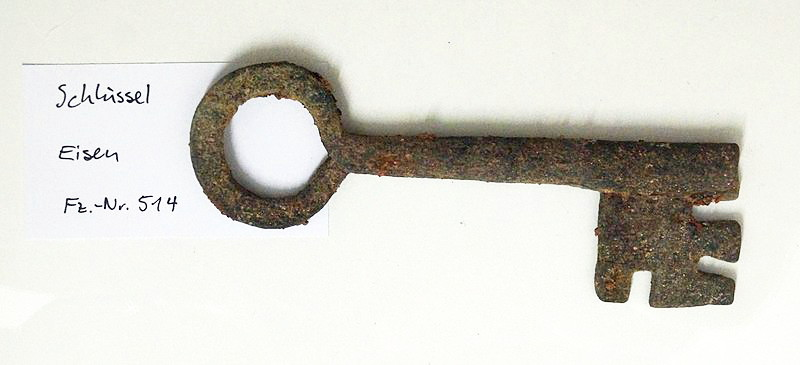
Schlüssel
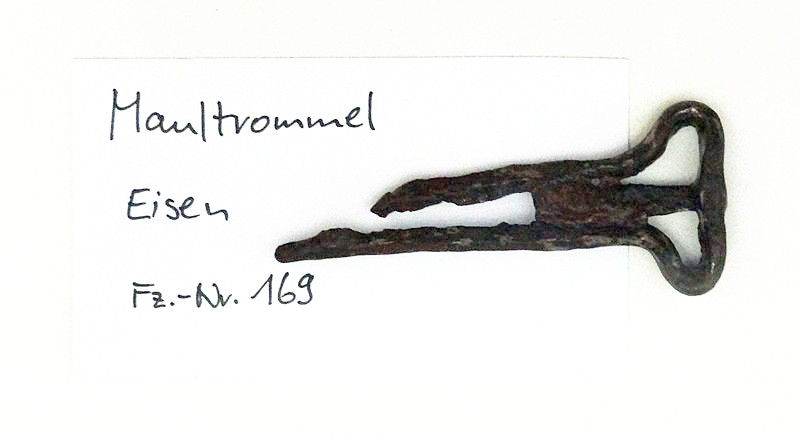
Maultrommel